# Lasioglossum splendidulum
Lasioglossum splendidulum är en biart som först beskrevs av Joseph Vachal 1894.  Lasioglossum splendidulum ingår i släktet smalbin, och familjen vägbin. Inga underarter finns listade i Catalogue of Life.